# Christen Thomesen Sehested (søofficer)
 Der er flere personer med dette navn, se Christen Thomesen Sehested (flertydig).
Christian (Christen) Thomesen Sehested (24. august 1664 - 13. september 1736) var en dansk søofficer, sønnesøn af sin navnefælle. 
I 1680 antogs Sehested til lærling 
i Marinen og foer indtil 1684 i dansk, derefter 7 
Aar i holl. og fr. Orlogstjeneste. Han blev 1687 
Officer og havde 1691 sin første danske 
Chefskommando, Fregatten »Svenske Falk« paa 
Konvojtogt til Frankrig. Under den store 
Udrustning 1700 under U. C. Gyldenløve førte han 
Orlogsskibet »Prins Carl«. 1701 ved 
Oprettelsen af Søkadetkompagniet udnævntes S., der 
var blevet Kommandør, til Chef for dette, 
hvilket Embede han — med, en Del Afbrydelser — 
dygtig og energisk forvaltede til 1715. Ved 
Udbruddet af den store nordiske Krig kom S. straks 
i aktiv Virksomhed. 1709 tjente han som 
Gyldenløve’s Flagkaptajn ved Troppeoverførslen 
til Skaane, 1710 deltog han som Chef for 
»Havfruen« i Søslaget paa Køge Bugt. Foraaret 1711 
førte han en Eskadre til Norge, ved hvilken 
Lejlighed han erobrede mange Priser; ud paa 
Efteraaret fik han Kommandoen over en 
Styrke, hvis Opgave det var at forjage de svenske 
Krigsfartøjer fra Farvandene ved Stralsund 
samt at understøtte den dansk-russisk-preussiske 
Belejringshær. Ved sin taktiske Dygtighed, sit Mod 
og sin Besindighed lykkedes det her S. at naa 
Resultater, der har forskaffet ham et højt anset 
Navn i den danske Søkrigshistorie. 1711 glippede 
ganske vist hans Bestræbelser, idet Svenskerne, men ikke 
de Danske, fik deres Artilleri overført; men den 
paafølgende Sommer slog S. fl. Gange den sv. 
Eskadre: Krigen trak sig derefter ind i Holsten 
og Slesvig, hvor S. en Tid lang blokerede 
Tønningen; 1715 var S. paa ny ved Stralsund, og 
nu lykkedes det ham endelig efter mange 
Anstrengelser helt at forjage Svenskerne fra 
Farvandene og at indeslutte Byen, der maatte 
kapitulere 23. Decbr. Han udn. derfor til Admiral. 
Trods sin udviste Dygtighed og sin overlegne 
Begavelse var S. ikke yndet af Frederik IV, 
hvis Mistillid til den danske Adel ikke kunde 
overvindes. Han afskedigede derfor S. 1716 fra 
Marinen, udnævnte ham 1718 til Geheimeraad 
og ansatte ham som Overlanddrost i Oldenborg. 
Det var en forholdsvis ubetydelig Virksomhed, 
S. her fik anvist; desuagtet har han i 
Grevskabets Historie sat sig et uvisneligt Minde ved 
at gennemføre betydelige Digeanlæg mod 
Nordsøen. Ved fl. Lejligheder maatte Kongen 
desuden ty til hans Erfaring, naar andres Raad 
i Marineforvaltningen ikke slog til. S. afgik 
ved Døden i Oldenborg.